# Frederic William Maitland
Frederic William Maitland (født 28. maj 1850 i London, død 19. december 1906 i Las Palmas på Gran Canaria) var en engelsk retslærd og historiker.
Maitland fuldendte sine akademiske studier i Cambridge 1876. Han blev samme år advokat, 1884 lektor og 1888 Downing Professor i Cambridge. Maitland var uden tvivl en af Englands største videnskabsmænd i sin tid, en sikker og konkret tænker, skarptskuende, lærd og 
åndfuld, som skribent klar, levende, mandig. I ham var den moderne engelske retsforsknings ypperste egenskaber personificerede, medens han samtidig havde fuld forståelse af den kontinentale retsvidenskabs metode og stræben; han lærte såvel de engelske jurister som historikere det rette gensidige forhold mellem retten og historien; med sjælden originalitet og friskhed kastede han nyt lys over de emner, han optog til behandling; som udgiver af retshistoriske kildeskrifter gennemførte han en eksakt kritisk metode; ham skyldtes stiftelsen 1887 af The Selden Society, for hvilket han fra 1895 var den energiske leder, selv bidrog han dertil med en række bindstærke værker. Et af Maitlands første betydelige arbejder var Pleas of the crown for the county of Gloucester before the Abbot of reading and his fellows justices itinerant in the fifth year of the reign of king Henry the third and the year of grace 1221 (1884), der efterfulgtes af Justice and police (1885), Bracton's note-book (I—III, 1887), Select pleas of the crown (1888), Select pleas in manorial and other seignorial courts (1889), Records of the Parliament holden at Westminster, 1305 (1893), The history of English law before the time of Edward I (I—II, 1895, 2. udgave 1899; sammen med Sir Frederick Pollock), Select passages from the works of Bracton and Azo (1895), Domesday Book and beyond (1897, 3. udgave 1917), Township and borough (1898), Roman canon law in the church of England (1898), en oversættelse — med indledning — af Otto von Gierkes Genossenschaft (Political theories of the middle age, 1900), Year Books of Edward II (I—III, 1903—1905) og Life and letters of Leslie Stephen (1906). Desuden udfoldede Maitland en rig og betydningsfuld. Virksomhed som Bidragyder til retsvidenskabelige og historiske tidsskrifter og samleværker; i The collected papers of F.W. Maitland (I—III, 1911) har H.A.L. Fisher samlet de vigtigste af Maitlands afh. Efter Maitlands død udgav Fisher hans The constitutional history of England (1909), A.H. Craytor og W.J. Whittaker Equity; also the forms of action at common law (1910). Talrige videnskabelige æresbevisninger både fra ind- og udland faldt i Maitlands lod. I 1907 grundedes i Cambridge The F.W. Maitland Memorial Fund. 